# OutraCoisa
OutraCoisa foi uma revista de variedades lançada pelo músico Lobão e editada pela L&C Editora. A revista esteve em circulação durante 5 anos, de 2003 a 2008, com sua criação sendo viabilizada pela lei federal de incentivo à cultura e patrocinada pela Petrobrás.
A revista sempre trazia um CD encartado e lançou inúmeros artistas, como Plebe Rude, BNegão, Réu e Condenado, Cachorro Grande, Mombojó, Carbona e Vanguart. A intenção era aproveitar a não-tributação sobre brindes de revistas para oferecer os álbuns de artistas iniciantes ou independentes a preços populares, tornando-os mais acessíveis. 

## História
No ano de 2003 é lançada a revista OutraCoisa, com 20 mil exemplares, proclamando "independência para o meio musical" e contando com um time de colaboradores composto pelo editor-chefe Lobão; os jornalistas Paulo Lanyi, Tom Cardoso, Silvio Essinger e Júlio Maria; os cartunistas Laerte, Angeli e Adão Iturrusgarai; os cineastas Erik Rocha e Carlos Gerbase; os escritores Paulo Lins e Austregésilo Carrano; e com escrituras dos próprios artistas, desenvolvida em parceria com a emissora virtual AllTV e a editora Segmento.
O formato de revista-CD reafirma o histórico bem-sucedido do cantor com a distribuição de discos, um dos principais dilemas do mercado independente da época. À margem das grandes gravadoras, Lobão sacou da algibeira o recurso da circulação não-convencional e viu seu CD-pôster "A Vida É Doce" transformar-se em best-seller, com 97 mil cópias vendidas em bancas de jornal. A OutraCoisa adotou a seguinte forma: de cada exemplar vendido, o artista receberá R$ 1. "A maioria dos artistas ganha entre R$ 0,08 e R$ 0,30 por disco vendido", diz Lobão. "É a nossa contribuição contra a pirataria: preço baixo, com aumento do valor que o artista recebe". O primeiro número da revista estava acompanhado o álbum Enxugando Gelo do rapper BNegão. Com lançamentos de forma bimestral, segundo Lobão, terá um disco inédito de um nome jovem da cena nacional.
Em 2004, é lançado uma edição marcante com um CD de Arnaldo Baptista, ex-líder dos Mutantes. É praticamente certo que o disco, que tradicionalmente vem encartado na revista, seja o primeiro álbum com músicas inéditas de Arnaldo Baptista desde 1987.
Durante os próximos anos, a OutraCoisa continuou a ganhar ainda mais popularidade lançando diversas matérias e artistas independentes, recebendo quatro prêmios de música independente da Claro e tendo vários artistas premiados e com um alcance comercial na carreira.
Em meados de 2006, Lobão tinha a ideia de realizar diversos desdobramentos da OutraCoisa, como fazer um festival próprio e uma semana de música independente, porém as propostas não se concretizaram e, em 2008, a revista encerra suas atividades. Em entrevista ao Nonada, Lobão explica o motivo de encerrar a revista: "A OutraCoisa acabou porque não conseguiu andar pelas próprias pernas. Quando acabaram alguns patrocínios a revista fechou, pois nunca deu lucro. Apesar disso, acho que foi um marco importante para o cenário musical brasileiro".